# Коллинз, Дуэйн
Дуэйн Коллинз (англ. Dwayne Collins; 13 апреля 1988, Майами, Флорида — 16 апреля 2025) — американский профессиональный баскетболист, выступавший за команду чемпионата Италии «Варезе». Играл на позиции тяжёлый форвард. Был выбран во втором раунде драфта НБА 2010 года под шестидесятым номером клубом «Финикс Санз».

## Старшая школа
Дуэйн Коллинз родился и вырос в Майами. Он играл за баскетбольную команду старшей школы Майами под руководством тренера Маркуса Каррено. В двух последних школьных сезонах Коллинз был удостоен включения в символические сборные штата Флорида и округа Дейд. В 2005 году он выиграл со школьной командой чемпионат штата. Перед началом своего последнего года в старшей школе Коллинз занимал 82-е место в национальном рейтинге самых перспективных игроков по версии scouthoops.com и 65-е место в рейтинге по версии Sporting News. В последнем школьном сезона Коллинз набирал в среднем за игру 24 очка, делал 13 подборов, три передачи и два блок-шота. Он был удостоен почётного упоминания при оглашении символической сборной лучших игроков школьного чемпионата по версии Street & Smith.

## Университет Майами
В 2006 году Коллинз поступил в Университет Майами, где стал одним из основных игроков университетской баскетбольной команды «Майами Харрикейнс», которую тренировал Фрэнк Хайт. Уже в первом сезоне Коллинз сумел закрепиться в стартовой пятёрке команды. 22 января 2007 года, набрав в двух играх в среднем 18 очков и 8,5 подбора, Коллинз был признан лучшим новичком недели в конференции Атлантического Побережья, став первым игроком в истории «Харрикейнс», кто удостаивался этого звания. Сезон он завершил с лучшим показателем подборов в нападении среди всех игроков конференции.
В сезоне 2007/08 Коллинз выходил на площадку во всех 34 матчах, проведённых его командой. 20 февраля 2008 года в матче против команды Университета Дьюка он установил личный рекорд результативности, набрав 26 очков и реализовав 12 из 14 бросков с игры. Коллинз был удостоен общенационального звания лучшего игрока недели по версии ESPN.com и Rivals.com. Он завершил сезон с лучшим процентом реализации бросков с игры в команде (55 %) и был четвёртым в «Харрикейнс» по набранным в среднем за игру очкам (8,6).
Все матчи сезона 2008/09 Коллинз начинал в стартовой пятёрке. Свой третий сезон в студенческом баскетболе он завершил с лучшими показателями среди игроков своей команды по подборам (7,3), проценту реализации бросков с игры (56,5 %) и перехватам (1,0), а также был вторым по набранным очкам (10,6). После этого сезона он рассматривал возможность стать профессионалом и выставил свою кандидатуру на драфт НБА 2009 года. Коллинз побывал на просмотре в клубах НБА «Сан-Антонио Спёрс» и «Майами Хит», но не стал нанимать агента, чтобы не скомпрометировать свой статус спортсмена-любителя. В начале июня он снял свою кандидатуру с драфта и решил провести последний год в университете.
В сезоне 2009/10 Коллинз был лидером своей команды по набранным очкам (12,0), подборам (7,8), проценту реализации бросков с игры (60,4 %, второй результат в истории Университета Майами). Среди игроков, выступавших за «Майами Харрикейнс», он был вторым, кто набрал 1000 очков, 850 подборов и 100 передач. На момент завершения карьеры в студенческом баскетболе Коллинз занимал 20-е место среди игроков «Харрикейнс» по результативности (1245 очков).

## Профессиональная карьера
Дуэйн Коллинз был выбран под 60-м номером на драфте НБА 2010 года «Финикс Санз». Из-за травмы колена он не принял участия в Летней лиге НБА 2010 года и не получил шанса проявить себя перед руководством «Санз». Кроме того, в команде уже было 12 игроков с гарантированными контрактами, поэтому с Коллинзом контракт не был подписан. 9 августа 2010 года он подписал годичный контракт с итальянским клубом «Варезе».
Приняв участие всего в двух товарищеских матчах за итальянский клуб, Коллинз вернулся в США и на несколько лет исчез из поля зрения спортивных СМИ. Его несколько лет мучили хронические боли в колене, на котором в 2010 году была сделана операция. Коллинз долгое время не играл в баскетбол, работал несколько лет во флоридской строительной компании Coastal Construction. В январе 2013 года после экспериментальной медицинской процедуры он почувствовал себя лучше. В Летней лиге 2013 года Коллинз впервые играл за «Финикс Санз», но ничем не проявил себя, сыграв всего пять матчей, в которых набрал шесть очков и сделал три подбора.
Умер 16 апреля 2025 года в возрасте 37 лет.

## Стиль игры
Коллинз не отличался высоким для игрока передней линии ростом, что он компенсировал широким размахом рук. Стоя он дотягивался до высоты 277 см. Коллинз играл в силовой манере, отличался неуступчивостью в единоборствах и высокой физической силой. Атаковать он предпочитал непосредственно из-под кольца, часто делал слэм-данки, благодаря чему у него был высокий процент реализации бросков с игры.

## Статистика
| Сезон   | Команда | И  | ИС | МИН  | ПП%  | 3О% | ШБ%  | ПДБ | ПРД | ПРХ | БЛ  | ПФ  | ПТР | ОЧК  |
| 2006-07 | Майами  | 32 | 22 | 25,2 | 53,8 | 0   | 57,9 | 6,5 | 0,6 | 0,6 | 0,6 | 2,6 | 1,4 | 8,6  |
| 2007-08 | Майами  | 34 | 18 | 20,0 | 55,0 | 0   | 50,0 | 6,5 | 0,4 | 0,9 | 0,5 | 1,8 | 1,4 | 8,6  |
| 2008-09 | Майами  | 31 | 31 | 24,9 | 56,5 | 0   | 58,3 | 7,3 | 1,3 | 0,4 | 1,0 | 1,8 | 1,9 | 10,6 |
| 2009-10 | Майами  | 29 | 28 | 24,7 | 60,4 | 0   | 56,9 | 7,8 | 1,2 | 1,1 | 0,6 | 2,3 | 2,4 | 12,0 |